# 91604 Clausmadsen
91604 Clausmadsen este un asteroid din centura principală de asteroizi.

## Descriere
91604 Clausmadsen este un asteroid din centura principală de asteroizi. A fost descoperit pe 14 octombrie 1999 la Uccle de Thierry Pauwels și Henri Boffin. Asteroidul prezintă o orbită caracterizată de o semiaxă mare de 3,04 ua, o excentricitate de 0,02 și o înclinație de 11,1° în raport cu ecliptica.